# Бануа-Вуху
Бануа Вуху — підводний вулкан складений з гіперстенових андезитів, розташований в районі островів Сангіхе, в Індонезії, за 45 км на південь від вулкану Аву.

## Географія
Вулкан підіймається на 400 м над дном моря. Вершина періодично зникає під водою біля островів Сангіхе у Індонезії. Історичні записи показують, що декілька примарних островів періодично формувалися та зникали. 90-метровий острів сформувався у 1835 році, але зменшився до декількох скель у 1848 р. Новий острів сформувався у 1889 р. а у 1894 досяг висоти у 50 м. Ще один острів сформувався у 1919, але зник у 1935.